# Cordyligaster analis
Cordyligaster analis är en tvåvingeart som först beskrevs av Macquart 1851.  Cordyligaster analis ingår i släktet Cordyligaster och familjen parasitflugor. Inga underarter finns listade i Catalogue of Life.